# 電脳コイル
『電脳コイル』（でんのうコイル、英題：COIL A CIRCLE OF CHILDREN）は、マッドハウス制作の日本のテレビアニメ作品。2007年5月12日から12月1日までNHK教育テレビで放送された。全26話。また、徳間書店トクマ・ノベルズEdgeより宮村優子がノベライズした小説（全13巻）が、小学館ちゃおコミックスより久世みずきがコミカライズした漫画（全1巻）が発売された。
現実世界に電脳世界の情報を重ね合わせて見せる「電脳メガネ」が普及した近未来の日本の地方都市を舞台に、小学生最後の夏休みを挟んだ数か月間の子供たちの日常を描いた作品。AR（Augmented Reality、拡張現実）という言葉が世間に広まるより前に、それが実用化された世界を描き出した。
2007年（平成19年）の第11回文化庁メディア芸術祭アニメーション部門優秀賞、2008年（平成20年）の第29回日本SF大賞、第39回星雲賞メディア部門、第7回東京アニメアワードTVアニメ部門優秀賞などを受賞。また原作・脚本・監督を担当した磯光雄が第13回アニメーション神戸個人賞を受賞した。

## 概要
スタジオジブリ作品や『機動戦士ガンダム』シリーズ、『攻殻機動隊』、『新世紀エヴァンゲリオン』といった作品に携わってきたアニメーター・磯光雄の初監督作品。
本作は、仮想空間をコンピューターの中に作り出すのではなくコンピュータネットワークで作り出されたデジタル情報を現実世界に重ね合わせるAR（拡張現実）技術やそれを自身の身体の動きや音声等で操作することができるMR（複合現実）技術が普及した世界を描いた先駆的作品。それ以外にもスマートグラス（ARグラス）、ウェアラブルコンピュータ、自動運転技術、量子情報理論、暗号通貨、ジェスチャーUI、ビジュアルプログラミング、タンジブルインターフェース、遠隔操作、BMI、人工意識、ドローンなど、放送当時における未来の様々な最新テクノロジーや考え方が取り扱われている。
現代の技術をベースに近未来の子供たちが体験する日常や事件を描いた作品で、民俗学的な怪談の現代版とも言える「都市伝説」と近未来的な世界観の融合、子供たちが「電脳メガネ」というデバイスを用いて拡張現実の「電脳」世界で遊ぶ一方、現実世界の風景は住宅地に田畑が隣接するありふれた日本の地方都市そのままで、登場するハイテクツール類のほとんどが既存のものか開発中のものの発展形であることでリアリティを感じさせる物語などが、数ある日本のSFアニメの中でも高い評価を受けている。
TVアニメーションとしてはよく動いているように見えると言われることが多いが、磯によれば、動画枚数としては一話あたり3,000〜6,000枚程度（第12話「ダイチ、発毛ス」で3,500枚ほど）と、同時期に放送されていた作品が最大で2万枚ほど使っていたのと比べると、決して多くなかったという。時代設定は制作陣により言及されていないが、作中のカットを見ると「2026年」の数字が電子画面に現れる。
ほとんどのキャラクターは磯がラフデザインを手掛けており、それをもとにキャラクターデザイナーの本田雄が決定稿を描いた。
プロデューサーの三ツ木早苗は、日本アニメ界の主流であった"漫画映画"の流れを引き継ぐスタジオジブリと、日本アニメのもう一つの流れの"リミテッドアニメ"の系譜である『機動戦士ガンダム』シリーズや『新世紀エヴァンゲリオン』の制作現場の両方を経験している磯なら両者の良いところを持った作品を作ることが出来ると考えたという。また三ツ木は磯について、近年の日本アニメに多い実写のような映像に近づこうとするリアル志向ではなく、見ているだけで気持ちが良くなるキャラクターの動きに重きを置いていると評している。
2009年12月26日から1月24日まで、経済産業省のe空間実証事業の一環として、東急電鉄がNEC、システム研究機構国立情報学研究所と共同で行った日本初のARを活用したプロモーション実験に本作が採用されて参加した。
2012年にオーストラリアとニュージーランドで英語字幕付きのボックスセットが、2016年に北米で吹き替え版のDVDとブルーレイが発売された。
2012年と2014年には世界を代表する眼鏡の生産地である福井県鯖江市の「さばえIT推進フォーラム – 電脳メガネサミット」とコラボレーションし、「電脳メガネ」についての企画を募集した。

## 企画・制作
監督の磯光雄が最初に構想を練り始めたのは1999年のことだった。子供の頃から頭の中にあった「メガネをかけるとパラレルワールドが見える」「現実にない跡地に入って行くと、そこには不思議な生物が住んでいる」というイメージを一枚の絵にし、それを文字と絵で読み物風に肉付けして膨らませ、2000年4月頃に企画書は完成した。
磯は当初、個人の伝手で色々な業界関係者たちやアニメ制作会社あるいは製作会社に企画書を持ち込んだが、なかなか条件やタイミングが合わず、実現には至らなかった。出資する側の製作会社には概ね好評だったが、実際に制作を担当するアニメスタジオの反応はどこもかんばしくなかった。そんな中、2002年夏に企画書をスタジオジブリのアニメーター近藤勝也に見せられた徳間書店のプロデューサー三ツ木早苗が作品に惚れ込み、アニメ化を決意。徳間書店の手掛ける初のテレビアニメを作ろうとはじめは一社で製作をスタートさせた。プロジェクトは始まったものの制作する現場がなかなか見つからなかったが、社内外の才能ある監督にチャンスを与えることで知られる丸山正雄の助けにより、当時彼が社長を務めていたマッドハウスで制作させてもらえることになった。しかし本社スタッフの手は借りられず、作業は分室で行われた。スタッフは磯本人が声をかけた井上俊之や平松禎史らが参加することになったが、それ以外にも当時は珍しかったネットでの募集も行われ、野村和也や押山清高といった期待の新人たちも参加することになった。脚本の宮村優子は、彼女の手掛けたNHKドラマ愛の詩『六番目の小夜子』（2000年）を見ていた磯から「脚本を手伝ってもらうなら宮村さんを」という申し入れがあったので、三ツ木が参加をオファーした。
その後、2年ほど経った頃にバンダイビジュアルが出資を承諾。放送するならNHKということで徳間書店とバンダイビジュアルの意見は一致し、NHKエンタープライズに話しを持って行くことになった。そして2005年頃にNHKエンタープライズの担当部長だった松本寿子のところに企画が持ち込まれるとその3社で製作委員会が組成され、NHK教育テレビでの放送が決まった。
プロジェクトが動き出す直前、磯は三ツ木プロデューサーにTVアニメに先行してアニメ誌「アニメージュ」に原作漫画を連載して欲しいと頼まれたが、3ページ描いたところで挫折した。
磯は当初、子供が魔法を使える世界を作りたいと思い、「科学の力を使うリアルな方向にアップデートした魔法少女モノ」か「電脳妖怪と呼ばれるキャラクターが出てくる『ゲゲゲの鬼太郎』の女の子版のようなもの」を考えていた。最初の企画書では「電脳世界からやって来た"コイル"という変な生き物がいて何か悪だくみをしている」という話で、主人公たちが専用ソフトをインストールしたコマンドスティックやブレスレット、グローブなどのウェアラブルコンピュータを使うとそのメガネ型ディスプレイにだけコイルやその仲間の"オバケ"が投影されるという設定だった。出発点は「ARを題材に一本作ろう」ではなく、「新発明されたアイテムのおかげで人間が魔法を使える時代が来た」「オバケが見えるメガネが発売された」というもので、AR技術はあくまでその仕組みの説明として採用されたものだった。プロジェクトが動き出してからも磯の頭の中では試行錯誤が繰り返され、ストーリーは次々と変遷していき、30種類ほどのバリエーションが作られた。実際にストーリーの全体像が出来上がったのは放送の1年ほど前のことで、放送された第1話については、磯が書いたシナリオの中から三ツ木が一つを選び、本編はそのバージョンから物語を発展させていった。
企画段階から変わった部分も多い。電脳生物については、最初はタイトルと同じ「コイル」というキャラクターを登場させ、藤子不二雄作品に出てくるような主人公の家に居候していつも傍らにいるキャラクターとして作り上げようと試行錯誤している。しかし磯の頭にはコイルに喋らせるセリフが浮かばず、主人公との関係性も描けなかったので行き詰まってしまった。そこで、自分の得意なオカルトの方向に舵を切り、コイルも一旦は喋らない電脳ペットにして、それがシリーズの後半で起きる出来事をきっかけにしてしゃべり始めるという展開に方向転換した。しかしそれも上手く行かず、コイルのキャラクターは早い段階で消えることになり、その存在はデンスケのような喋らない電脳ペットやコミュニケーションの取れないイリーガルに取って代わられた。
ミチコさんの設定も大きく変更されている。最初の構想では、実体のある生身の「未知子」という転校生が登場する予定だった。当初はむしろミチコのほうが主役で、後半でイサコが果たした役割は本来彼女が担う予定だった。しかし、制作を進めるうちにミチコとイサコの役割がだんだん融合して行き、最終的にイサコという一人のキャラクターに収斂され、それによってミチコは"あっちの世界"だけの存在となった。後半、"あっちの世界"で目覚めたミチコが中心となるシナリオも考えられていたが、カンナの死を巡る展開にストーリーが大きく割かれて行ったために、最終的に物語に占めるミチコの比重は小さくなった。またヤサコのキャラクターについては、最初は勝ち気でリーダーシップを取りたがる性格でハッキングの技術にも長けていると設定されていた。しかし脚本が進むにつれ、そのままではヤサコと同じく気の強いイサコとの対比が描きにくいということで、おっとりしていていつもヤサコの後ろについてくるだけのキャラクターに設定されていたフミエと性格や役割を入れ替えることとなった。自分からトラブルを起こしていくキャラクターからトラブルに巻き込まれるキャラクターに変えたところ、急激に話が転がっていくようになり、磯は筆が止まっていたシナリオを第12話「ダイチ、 発毛ス」まで2ヶ月弱で一気に書き上げた。
ラストは、磯が『新世紀エヴァンゲリオン』で提案したが採用されなかった最終回の案の一つが使われている。
作品に盛り込めなかった設定には、ダイチが格闘ゲームのキャラクターの皮をかぶってAR空間でバトルをするというアバター的なもの、電脳メガネや監視カメラなどあらゆるデバイスから拾い集めた現実の映像でくまなく仮想空間を埋め、世界のどこからでもその場所の風景を見ることができるGoogle ストリートビューのようなサービスを提供する会社の存在、電脳メガネは入力と出力だけ行って重い処理はネット上のサーバーが行うというクラウドコンピューティング的なもの、マイクロマシンが入っていて電波の中継アンテナになっている壁の塗装などがあった。
ARデバイスがメガネの形に達するまでには様々なタイプのデバイスの案があった。また電脳メガネのデザインも作中に登場するもの以外にいくつか候補があり、網膜投影型メガネやコンタクトレンズ・タイプ、メガネを使用しない人のための透明な板状のタブレット型デバイスなども検討されたが、尺や演出上の都合、そして見ている人を混乱させないために2種類のメガネでとどめられた。メガネだけでは地味ではないかということでその機能を補助するデバイスもいくつかデザインされていた。また、電脳メガネでは「電脳世界の物に触った感触がない」という問題があった。触覚を入れるかに関してはかなり悩み、電脳生物に触れるパワーグローブのようなものを設定した時期もあった。しかし、テーマを「存在を感じているのに触って確かめられない」ことに決めた時点で必要なくなり、入れないことにした。
磯は、企画書で新しいアニメーションの美術の制作手法も提案している。様々なアングルを簡単に試したり自由に加工したりできるという利点を利用して3Dで下絵を出力し、それをもとに2Dで背景を描くことで、3Dによる違和感を感じさせずに従来のアニメの強みである暖かみを残した画面を成立させようとするものだった。

## 作品への影響
天沢退二郎の児童文学『光車よ、まわれ!』や『オレンジ党』シリーズ、いとうせいこうの小説『ノーライフキング』に影響を受けている。前者については「逢魔が刻、薄暗い路地、子供時代にしか見えない時空の隙間、そういった言葉に出来ない何かを言葉の形に封じ込めた、他に例を見ない児童書です」、後者については「現実世界にはない大事なものがゲームやコンピュータの中にあるという感覚をフィクションで描いたのはこの作品が初めてだったんじゃないかなと思います」と評している。

## テーマ
磯作品に特徴的な科学とオカルトの並立がテーマとして登場する。
物語は前半で日常を、後半でその日常が裏切られて崩壊していく様を描くという二重構造となっている。磯は日常の価値とその崩壊のイメージ、そのいずれにも実感を持てるようにどちらも本気で世界観や物語を作ったという。
「触れることが出来ないが大切に思っている存在が『本物』なのかどうか」というのが大きなテーマになっている。途中で主人公のヤサコは母親に「手で触れられるもの、温かいものが本当のものだ」と説得されるが、最終的には母親もその時のヤサコも予想していなかった結末にたどり着く。そのことについて磯は、「結論を言えば肯定も否定もしていない」「それを判断するのは各個人」「肯定と否定を同時にやりたいというのが映像作品に携わる人間の野心であるから」と述べている。
制作に当たって磯が考えていたのは、「日常を題材に、古い材料で新しいものができないか。さらに新しい材料を使って懐かしいものを作れないか」という一見、矛盾するようなことだった。そのため、作品世界は電脳メガネの生み出す拡張現実によって劇的な変貌を遂げているが、街並みや人々の服装などは（放送当時の）現代とあまり変わらないものとなっている。新しいほど喜ばれる時代は終わったと感じていたので、「『新しくない』と言われてしまう材料で『新しい』と思わせる作品にしよう」と思ったという。また、懐かしさについては「散歩中にふと新しい建物に懐かしさを感じた」という実体験に根差すもので、人は古いものに懐かしさを感じると思い込みがちだが、実は新しいものを見ても懐かしいと感じることがあるのではないかと考えたという。その目論見は成功し、多くの人に懐古趣味とは異なる「経験していない近未来への郷愁」を語らせることに成功した。
磯は、古くから日本人が持っている心の奥底に根ざす宗教観は"異界"観だと感じており、「根の国、幽世（かくりよ）、常世（とこよ）の国など言い方は違えど、この世と地続きの所に死者の国という"異界"があり、死者が往く場所ではあっても、純粋に死後の世界でもない。そういったものが最先端の仮想空間の中に発生したという状況を描きたかった」という。
磯がVR（仮想現実）ではなく、当時は一般にはあまり浸透していなかったMR（複合現実）やAR（拡張現実）を主な題材に選んだのは、すでにVRは映画『マトリックス』のヒットによってメジャーな存在になっており、題材として扱った作品も多数あって作ることに意味を感じなかったからである。またMRやARはマイナーゆえに演出上の嘘を指摘されたりクレームが来たりしないだろうという読みもあった。もともと「現実とリンクしたパラレルワールド」という発想があったので、ARの技術を知って「これならオバケが見えるな」とイメージが膨らんだという。またアニメの絵ではVRの世界を描いてもただのCGにしか見えないが、ARなら現実の世界にCGが浮かんでいるように見えるという映像のインパクトがあるので、その差も大きかったという。企画から完成までに7年ほどかかってしまったため、仮想現実の技術のいくつかは2000年前後のものを参考にしている。放送開始直前にiPhoneが発売されるなどちょうどスマートフォンの黎明期だったので、むしろそれが廃れる時代の話を書こうと考えたという。アニメ作品として子供に見てもらうことを強く意識していたので、技術的な正確さや実現性よりエンターテインメント性を優先している。

## 評価
2008年、GLOCOMの仮想世界研究会では、「Second Life」に代表される小説『スノウ・クラッシュ』を念頭に置いたメタバースの電脳空間ではなく、本作で描かれているような現実の日常世界に重ねられた仮想世界の方に新しい可能性を見い出し、未来社会のあり方の探求としてそれを運営する組織やそのインフラの実現性についての議論を行った。そして既存のオンラインゲーム業界が提供していた『スノウ・クラッシュ』的な仮想世界やコミュニティサービスに対して、今後のサービスが『電脳コイル』的発想を取り入れることでより多くの顧客にアピールできるかもしれないという提案などを行った。また、ARやMR技術のメディア露出度を高めた本作は、日本のロボット産業に多大な影響を与えた『鉄腕アトム』『ドラえもん』『機動戦士ガンダム』のように日本の技術者や研究者のXRの分野への興味や研究意欲を抱かせるきっかけになるのではないかと鈴木健や稲見昌彦は評した。ウィリアム・ギブスンの小説『ニューロマンサー』に始まり『攻殻機動隊』などに至る仮想世界と現実世界が密接に結合したSF作品とは異なり、本作は近い将来に実現できそうな技術ばかりで構成されており、またディストピア物ばかりのサイバーパンクとしては数少ないユートピア物でもあるからである。
Googleで当時Google Geo部門本部を統括していたジョンハンケ氏は、電脳コイルを視聴したことがありファンであることを、Nianticの関係者が明かしている。

## 放送後の社会情勢
放送終了後、番組に登場した技術の研究や実用化が現実の社会でも活発化した。
2006年、Googleが分散型データストレージ処理基盤である「Bigtable」が論文とともに発表される。これにより複数のサーバーを跨いだ処理を実現するクラウドの実現に近づいた。またこの年以降、Linux系OSが携帯端末やサーバー含め広く普及しはじめた。処理速度を重視するC++よりも、メンテナンスがしやすくデータ分析にも応用できるスクリプト型言語Pythonが台頭し始めた。
2008年10月31日、世界初の暗号資産（暗号通貨）ビットコインの論文が発表され、2009年1月3日に最初のマイニングが行われた。
2010年10月、Googleが自動車用自動運転システムを開発中であると発表すると、世界中で自動車関連企業だけでなくAppleやAmazonといった異業種をも巻き込んだ開発競争が始まった。
2010年代、電脳メガネのような眼鏡型ウェアラブルデバイスのスマートグラスやVRヘッドセットの発表が相次いだ。2012年にGoogleが「Googleグラス」を、2015年にはマイクロソフトが「ホロレンズ」を公開。2019年のコンシューマー・エレクトロニクス・ショーにはスマートグラスの一種「ARグラス」が多数出展され、2020年代に入るとさまざまな企業がその開発に取り組むようになる。2020年代に入ると、MetaやAppleは手や目の動きなどで操作することで物理コントローラーを不要とするジェスチャーインターフェイス機能や、仮想空間内にディスプレイやキーボードが表示される機能を搭載したヘッドセットを開発。2023年現在、コンシューマー向けARグラス市場でトップを走る中国Nrealのほか、米Apple、Google、Meta、韓国サムスン電子などの参入が予想されている。2023年、アップルは周囲の状況を映しつつユーザーの目・手・声でコンテンツを操作できるオペレーションシステムが構築されたそれ自体が完結したコンピュータである『Apple Vision Pro』、Metaはパススルー機能を使って仮想の世界と現実世界を違和感なく融合するVRヘッドセット『Meta Quest 3』と、相次いでMRに本格対応したヘッドセットを発表した。
AR（拡張現実）については、番組当時はどのように使うことができるのかまだはっきりとしていなかったため、2009年に発表されたスマートフォン向けARアプリ「セカイカメラ」が数年でサービスを終了するなど、なかなか根付かなかった。しかし、2010年代前半に入ると、Googleのスタートアップ企業だったナイアンティックがAR技術を利用したスマートフォン向け位置情報ゲーム『Ingress』と『ポケモンGO』で成功を収めた。2010年代後半にはAppleとGoogleがそれぞれARプラットフォームを発表。都市開発や自動運転技術の開発のために欠かせないデジタルツインなどにも空間認識技術が活用されるようになり、2020年代に入っても急成長を続ける分野となった。2015年、スウェーデンのTobii社は独自開発した視線追跡技術をVRやARデバイスに搭載できるようにする基盤を開発し関連企業向けに販売した。UnityやUnrealEngineといったゲームエンジン各社もAR用ポリゴンの構築を支援するようになった。2017年、Google 開発者向け発表会にて画像認識と検索を融合させた「Googleレンズ」が登場した。
2018年以降、Googleは拡張現実用のソフトウェア開発キットである「AR Core」を整備し公開した。デバイスが相対的な位置関係を判断したり水平面や光源を検知することができるようになった。2021年3月、HoloLensを開発するマイクロソフトが「Microsoft Mesh」と呼ばれるビジネスや医療を含んだ複数のデバイス間でホログラフィック仮想現実を共有するプラットフォームを発表した。Googleは、画像情報から位置や地形を特定するシステム「Visual Positioning System(VPS)」をARCoreに組み込んだ。既存のストリートビューや地形情報と照合して位置合わせを容易にする。
2021年に米フェイスブックが社名を「Meta（メタ）」に変更してメタバースの構築に注力すると発表するが、Appleはそれに賛同せず、代わりにMR/ARグラスを用いたサービスの提供を目指した。ナイアンティックも、社の公式ブログにCEOのジョン・ハンケ名義で「（VRの）メタバースはディストピアの悪夢です」と投稿し、「ここではないどこかを作るのではなく、今いる場所をいかに豊かにするかということに技術の力を使いたい」として、ARを用いた「リアルワールド・メタバース」を推奨した。一方、Metaも2022年に研究開発費の半分以上をARグラスに投入することを発表するなど、ARの分野にも注力している。
2022年、国内企業であるVIE STYLE株式会社が"イヤホン型脳波計"を開発中でありBMIに応用する計画を発表した。 その他人工知能を利用した脳神経分析への応用がGoogleやハーバード大学により始まっている。
2024年に入り、GoogleがかつてのAR開発の失敗経験を活かしXR用OS基板「Android XR」を改めて発表。 SamsungやXREAL社,Qualcommがハードウェアとして参加を表明し、Google社のマルチモーダルAIであるGemini製品群を視覚言語連携モデルとしてデバイス上に搭載する計画も含んでいる。 ウェアラブル端末の処理中枢は物理的に小さくある必要があり、それに伴ったバッテリーやSoCの設計限界により電源供給に課題が残っている。

## あらすじ
202X年、「電脳」技術が一般に普及している近未来。「電脳メガネ」と呼ばれるAR（拡張現実）技術を利用した眼鏡型のウェアラブルコンピュータが全世界に普及して11年、電脳世界の情報はそのメガネによって現実世界に重ねて表示され操作できるようになっていた。電脳技術を使ったペットや道具が存在し、インターネットも「電脳メガネ」を使って見る時代。子どもたちは好んで電脳メガネをかけ、「メガネ遊び」にどっぷりはまっていた。
ヤサコこと小此木優子は、小学校最後の夏休みを目前に、県庁所在地の金沢市から歴史ある古い街ながら最新の電脳インフラを備える地方都市・大黒市に引っ越してきた。そこで出会ったのは、同じ名前で同じ歳だが全くタイプの違うもう一人のユウコ、イサコこと天沢勇子だった。ヤサコは新しい学校で個性豊かな子供たちと出会い、電脳空間で次々と巻き起こるフシギな出来事を体験することになる。
引っ越し早々にヤサコは謎の電脳生物イリーガルに遭遇、彼女を守ろうとした電脳ペットのデンスケはイリーガルを追って古い空間に飛び込み、迷ってしまう。それを救ったのが「電脳探偵」を名乗るフミエだった。これをきっかけに、ヤサコは祖母「メガばあ」が子供たちで構成させる 「電脳探偵局」の一員となる。その夜、ヤサコは自分の幼い頃の絵日記に「4423」の文字と鍵穴のような絵を見つける。さらに、夢の中の鳥居が連なる階段で「僕は4423、君の兄だ」という声を聞く。翌日、ヤサコは転入した大黒市第三小学校でフミエと同じクラスになる。ところがその日の放課後、彼女らは市が導入している電脳空間のウイルス駆除ソフト「サッチー」に追われる。そしてそのどさくさのなか、デンスケが謎の少女に誘拐されかける。コイル電脳探偵局の主であるメガばあは、その少女の調査をフミエらに指示する。どのようにして少女を捜し出すか、思案にくれるふたりのまえに、もう1人の転校生として現れる少女。彼女こそが件の謎の少女、イサコこと天沢勇子だった。イサコに対し、ヤサコは友達になろうと声をかけるが、イサコはこれを拒絶する。クラスメイトの悪童ダイチは、自らが立ち上げた組織、大黒黒客倶楽部にイサコを勧誘するも無視され、腹いせに罠を仕掛けるが、返り討ちにあう。イサコは黒客を完全に制圧し、自分の目的のために利用し始める。一方でヤサコは、フミエから生物部部長ハラケンを紹介される。ハラケンは、幼馴染のカンナを失った原因であるかもしれないイリーガルについて研究していた。ヤサコとフミエは、その研究を手伝うことにする。やがて、イサコの捜し求めていたものが何であったのか明らかになったかのようにも見えた。

## 登場人物
※ 本名のふりがなは、作品自体の中で呼ばれていないものについては、発売されている関連書籍やDVD付属のブックレットに記されているもの、総集編の字幕から読めるもの、DVDに収録されている声優インタビューなどから確認できるものを記す。

### 主要人物
ヤサコ / 小此木優子（おこのぎ ゆうこ）
声 - 折笠富美子
コイル電脳探偵局 会員番号 八
主人公。2014年10月12日生まれ。「ヤサコ」とは、「優」の訓読みをもとにしたあだ名である。金沢市から引っ越してきた女の子。大黒市立第三小学校に転入し、6年3組に在籍。生物部部員。メガばあにデンスケを助けてもらう代わりに、コイル電脳探偵局に入局させられる。優しくて、大人しめの性格。金沢市とは勝手が違う大黒市での生活にとまどいながら、イサコやフミエ、ハラケンたちとの出会いにより、不思議な出来事に向き合っていく。
イサコ / 天沢勇子（あまさわ ゆうこ）
声 - 桑島法子
もう一人の「ゆうこ」。2014年4月4日生まれ。「イサコ」とは、優子との区別のためフミエに付けられたあだ名で「勇」の訓読みをもとにしているが、本人はこのあだ名で呼ばれることを嫌がる。ヤサコが転入した翌日に、同じクラスへ転入してきた女の子。同じく金沢市から引っ越してきたが、ヤサコとの面識はなかった。強気な性格で友だちを作ろうとしないなど、利己的で他者を寄せ付けない振る舞いをする一方、危機に陥る京子を助けたり、入院中の伯父を見舞うなど優しい一面も垣間見える。「暗号屋」であり、電脳メガネの隠し機能である「イマーゴ」を使える。大黒市にある「何か」を探し、様々な事件を引き起こす。
フミエ / 橋本文恵（はしもと ふみえ）
声 - 小島幸子
コイル電脳探偵局 会員番号 七
電脳ペットを探していた所でヤサコと出会う、背の低い女の子。生物部副部長。ヤサコにとって大黒市で初めての友だちであり、クラスメイト。気が強くて押しつけがましいが、根は親切。しかし少しお節介なところもある。ダイチの嫌がらせの数々に対抗するうちにハッキング技術や違法な電脳アイテムの扱いに長けていき、暗号屋であるイサコも認めるほどの電脳技能を持つに至った。かつてネズミ型の電脳ペットを消去され悲しい思いをしたために、サッチーに強い敵愾心を抱いており、それ以来、電脳生物に対して感情移入しないようにしている。そのために、オヤジを「ペット」ではなく「しもべ」とみなしている。苦手なものは怖い話と大きい生き物。実弟のアキラとは仲が悪く、彼に対しては暴君の如く振る舞うため、非常に恨まれている。
ハラケン / 原川研一（はらかわ けんいち）
声 - 朴璐美
コイル電脳探偵局 会員番号 五
少し無愛想な、背の高い男の子。大黒市立第三小学校6年1組に在籍。生物部部長。感情をあまり表に出さないため、普段は無表情でボーっとしているように見られている。フミエには「頼りない」と言われることがあるが、それについて気にしている様子はない。
空間管理室の客員顧問をしているオバちゃんのつてで、サッチーやキュウちゃんを1分間だけ電脳ペットとして制御することができる。交通事故で亡くなった「カンナ」とは幼馴染だった。彼女とケンカ別れしてしまったことに負い目を感じており、その事故の真相を探るため、カンナとの共同研究であった「イリーガルの観察」を1人で続けている。
メガばあ / 小此木早苗（おこのぎ さなえ）
声 - 鈴木れい子
コイル電脳探偵局 会員番号 零（ゼロ）
ヤサコの父方の祖母で、電脳駄菓子屋「メガシ屋」（メガネの駄菓子屋の略）店主。コイル電脳探偵局の創始者。ヤサコからは普段「おばば」と呼ばれ、そのがめつさから敬遠されていた。したたかで物事に動じないが、嫁姑の喧嘩になると感情を爆発させる。メタバグを組み合わせて、メタタグを作り出す特殊技能の持ち主。発売禁止になった強力なメタタグも所持しており、電脳アイテムやメガネに関する知識が豊富。
4年前に倒れた影響で色々と記憶が飛んでいる。4年前に「電脳コイル」現象（後述）からオバちゃんを助けた際、それ以前の記憶の多くを失っている。その時の感情のもつれがまだ残っており、古い空間が増殖した異常事態にもオバちゃんにタダで手を貸そうとはしなかった。他の局員にも同じ手を使ったかは不明だが、ヤサコとヤサコの父に対しては弱みを握った上で、強制的に入局させている。物語の後半では失った記憶を取り戻し、かつてオバちゃんが「通路」を開けようとしていたことを思い出す。
オバちゃん / 原川玉子（はらかわ たまこ）
声 - 野田順子
コイル電脳探偵局 会員番号 弐
ハラケンの父方の叔母なので「オバちゃん」と呼ばれている、自称17歳。大黒市市役所空間管理室の客員顧問であり、「サッチー」の導入者でもある。過保護とも思えるほど、甥であるハラケンを溺愛している。移動時には黒のライダースーツを身にまとい、黒のビッグバイクを駆る。妥協のない性格で、必要であれば違法な行動も躊躇しない。
ダイチ / 沢口ダイチ（さわぐち ダイチ）
声 - 斉藤梨絵
大黒黒客のリーダーだった背の低い男子。ヤサコと同じクラス。生物部部員。ガキ大将気質で、仲間を率いて電脳を駆使したイタズラばかりしているガキ大将。いつもフミエとはり合っている。気に入らない相手には電脳に限らずいじめを仕掛ける。しかし、いじめられている子を助けることもあり、仲間からはそれなりに慕われている。メタタグを使わず、通信販売経由で違法な電脳アイテムとハッキングの知識を身につけているが、能力はフミエやイサコに劣る。後に大黒黒客をイサコに乗っ取られる。フミエの事が好きで、フミエに仕掛けたいたずらも、恋愛感情を素直に表せないためのものであった。小此木京子のうんち語をどういうわけか解読することができる。
デンパ
声 - 梅田貴公美
大黒黒客のメンバーである男子。ハラケンと同じクラス。生物部部員。温厚で優しい性格で、コイル電脳探偵局への対抗意識はほとんどない。かつていじめにあったときに唯一助けてくれたダイチを慕っている。「誘電波体質」という電波の受信感度が高い体質のため、「デンパ」と呼ばれる。このため空間の不安定な電脳霧の中でも、体（電脳体）が壊れにくい。普通の人には聴こえないようなメタバグが発する音も聴くことができる。自転車にはうまく乗れないようで、小学六年生時点でも補助輪付きである。
ガチャギリ
声 - 山口眞弓
大黒黒客のメンバーである男子。ハラケンと同じクラス。生物部部員。常に帽子を目深に被っている。抜けているところもあるが、基本的にはクールな性格で、イサコに従うのも彼女の技術を入手するためと割り切っている。「イマーゴ」や「キラバグ」などの都市伝説についての知識も持ち合わせている。
ナメッチ / 滑川（なめかわ）
声 - 沼田祐介
大黒黒客のメンバーである男子。ヤサコと同じクラス。生物部部員。メンバーの中では能力的に最も劣り、主体性も欠けている。強いものには卑屈で、ダイチやイサコに対しては同級生にもかかわらず敬語を使う。
アキラ / 橋本アキラ（はしもと アキラ）
声 - 小林由美子
大黒黒客のメンバーである男子。フミエの弟。生物部部員。4年生なのでメンバーからは「4年」と呼ばれている。姉のフミエからは傍若無人なる扱いをされており、そんな姉を非常に恨んでいる。年少ながら冷静で鋭い洞察力を見せる。気配りも良く、電脳技能は高い。自身の電脳ペット・ミゼットを巧みに使い、様々な映像を記録するのが日課。
小此木京子（おこのぎ きょうこ）
声 - 矢島晶子
ヤサコの妹。元気でいたずら好き。好奇心旺盛で、デンスケをお供に日夜騒動を巻き起こす。デンスケやダイチに対して過激な悪戯を仕掛けるなど、ヤサコたちを悩ませている。何を見ても指をさして「ウンチ」と言うのがマイブーム。最終回にて小学生になり、約半年しか使われなかった姉のランドセルを譲り受ける。

### その他の人物
小此木一郎（おこのぎ いちろう）
声 - 中尾みち雄
コイル電脳探偵局 会員番号 一
ヤサコの父。電脳メガネ関連企業「メガマス」の社員であり、大黒市市役所空間管理室に室長として出向している。サーチマトンの「サッチー」という愛称や、そのサッチーが発する言葉を考え出した当人である。
半年ほど前からメガマス社の依頼でメガマスの内部監査を行っており、旧コイルスの一派やその走狗として動いていた猫目の存在も把握していた。
コイルタグを造れるが、メガばあ製のモノと比べ再現度は低かったようである。
小此木静江（おこのぎ しずえ）
声 - 金月真美
ヤサコの母。姑のメガばあのメガシ屋を開店するなどの非常識に見える行動に頭を痛めている。普段は電脳メガネをかけていないため、デンスケのことなど、電脳についてはよく知らない。専業主婦。
アイコ
声 - 進藤尚美
ヤサコおよびフミエとクラスメイトで3人で行動することの多い、少し大人びた背の高い女の子。生物部部員。メガネは持っているがあまり興味がない。他人のことにかまけている場合ではないヤサコと、その手の話にはまるで鈍いフミエの恋愛動向を緩やかに後押しする。各話に登場しているが、作中で名前が呼ばれるのは第8話においてヤサコからと第21話においてフミエからの2回のみ。
カンナ / 葦原かんな（あしはら かんな）
声 - 相沢舞
ハラケンの幼馴染み。大黒市立第三小学校5年1組に在籍していた。ハラケンと共にイリーガルの研究をしていたが、一年前の夏休み、彼とケンカ別れした後に電脳ナビで自動運転中の車両による人身事故で死亡。生前はおっとりしていて無口だった。残された日記には彼に対する思いが綴られていた。
実はイマーゴを持っており通路が開いた際、電脳体が分離し電脳ナビが電脳体を避け生身の体を撥ねてしまったのがこの事件の真相。
マユミ
声 - うえだ星子
金沢市でのヤサコのクラスメートであり親友だった女の子。
マイコ先生
声 - 堂ノ脇恭子
ヤサコのクラスの担任である女性教諭。生物部顧問。未婚であり、そのことで生徒であるダイチらにからかわれる。怒るときは、言葉遣いが乱暴になる。酒にはウイスキーボンボンでも泥酔するほど弱く、しかも酒癖が悪い。夏休みの初めに「コイル電脳探偵局」と「大黒黒客倶楽部」のメンバーを仲直りさせるために合宿を実施したが、結局うまくいかなかった。
ウチクネ / 内久根
声 - 西脇保
ハラケンのクラスの担任である男性教諭。マイコ先生に片想い中。マイコ先生と同じく酒に弱い。呼ばれてもいないのに生物部合宿に無理矢理参加した。
教頭
声 - 水野龍司
大黒市立第三小学校の教頭。男性。「柔道三段」の特技を持つ。生物部合宿に参加した。
ダイチチ
声 - 郷里大輔
ダイチの父。町内会長を務める。元卓球部の体育会系で熱血漢。柔道の黒帯でもある。生物部合宿に参加したが、合宿と聞いて勝手に卓球部の強化合宿と勘違いしていた。
カンナの母
声 - 湯屋敦子
警察から戻されたカンナのメガネの中に鍵のかかったデータの存在を知り、中に何か残されていないかハラケンに調査を依頼、彼にカンナのメガネを託した。
オジジ / 小此木宏文（おこのぎ ひろふみ）
声 - 矢田耕司
メガばあの夫、故人。ヤサコにデンスケを与えた。大黒市立メガマス病院の医師で、電脳メガネの技術者でもあった。病院でもメガネが使えるようにした功績があり、自室には神経生理学に関する書籍が大量に残されていた。関連する書籍はオープニングの小此木早苗が歩くシーンでも確認できる。イサコ・イサコのおじ・猫目・オバちゃんから「小此木医師」や「小此木先生」、あるいは単に「先生」と呼ばれる。
ノブヒコ / 天沢信彦（あまさわ のぶひこ）
声 - 岸尾だいすけ
イサコの兄。5年前にイサコとともに交通事故に遭った。意識不明のまま入院を続けていると思われていたが、実は亡くなっている。勇子に「イサコ」というあだ名をつけており、イサコも兄にこの名で呼ばれることは大切に思っている。
4423（ヨンヨンニイサン）
声 - 岸尾だいすけ
ヤサコが見る、鳥居が無数に連なっている階段の夢の中に現れ、警告らしきものを与えようとするが、いつも正確な内容は聞き取れないままヤサコの目が覚める。ヤサコの初恋の人。
猫目宗助（ねこめ そうすけ）
声 - 遊佐浩二
コイル電脳探偵局 会員番号参
カメラを持ち歩いている謎めいた青年。イサコを巻き込んで陰謀を企てていた。
彼らの父親は世界で初めてイマーゴを完成させ人間の集団無意識を電脳空間で実現した。
しかし、その功績をメガマス社に奪われた事で、父親は失踪、母親は入院生活を余儀なくされ、宗助の家庭は目茶苦茶にされてしまった。メガマス社への復讐と失踪した父親の名誉回復の為、メガマス内部の旧コイルス一派と結託し、過去にはタマコを、そしてイサコをも利用し暗躍していた。目的の為なら人命も厭わない過激なやり方に実の弟からも見限られ、最終話でイサコの病室を暗号式で襲うも、タケルによって阻止されてしまった。その後は消息は不明となっている。
タケル / 猫目タケル（ねこめ タケル）
声 - 日比愛子
猫目宗助の弟であり大黒市立第一小学校の6年生。駅向こうにおいて3人組に絡まれていたヤサコを助けた。兄の指示で大黒町での都市伝説の掲示板を管理していた。兄が企てていた陰謀に対して疑問を持ち、最終回において阻止する。

### 電脳ペット
デンスケ
声 - 麻生智久
ヤサコの犬型のペットマトン。人語は話せないが、性格は主人に忠実で、ヤサコや京子の危機の際には、自身を顧みず危地に飛び込んでゆく。最終回では、首輪についていた南京錠が、オジジの数珠についていたものと同じような鈴に変わっている。
外見的成長があるようで、ヤサコの元に来た時は子犬だった。次作発表時前後の磯光雄氏のインタビューによると、”電脳ペットの─デンスケ─は、人格や意識があるかないか、最後まで分からない”としている。作中キャラである橋本文恵によると、「暑さを感じるような仕草を見せるけど、それはペット会社の演出」だという。デンスケは主人公の祖父と共に物語の謎を解くカギを握っている。
オヤジ
フミエのペットマトン。デフォルメされた人型。隠密行動が得意。他のペットマトンより古い空間での耐久性が強い。臨機応変な行動をとれ、電脳アイテムを扱うこともできる。
モジョ
イサコのペットマトン。茶色の小さい毛玉型で、目と細い毛状の手と1本のアンテナが付いている。全部で8匹おり、イサコは番号で呼び分ける。言葉を話せ、電脳アイテムも使いこなす。ビーム攻撃ができ、発射時に目が赤く点滅する。別行動を取った仲間と「タコ」「イカ」という合言葉を用いて合流する場面があった（第3話）。イサコ自身が傷ついたモジョの手当てをする場面もある（22話）。
ミゼット
アキラのペットマトン。小さい猫型。知能は高く、言葉を話せ、諜報活動が得意。同種に会うと拳のような形の耳を開いてじゃんけんをする機能がある。非公式に流出したパッチによって盗撮などが可能になったため、発売禁止となった。
クロエ
カンナのペットマトン。白い小型犬の姿をしており、ハラケンからは「クロ」とも呼ばれていたが、イリーガル化してしまい、キュウちゃんに消去された。
モモコ
ミゼットと同型で色違いの猫型ペットマトン。アキラのミゼットがこのマトンに会うと、なぜか映像や音声の記録が消去されている。
ヘップバーン
猫型のペットマトン。第1話において主人公たちが接触するきっかけとなった。
マンタ
トメさんのペットマトン。ハムスター型。第7話の事件の発端となった。

### 違法電脳体駆除ソフト
キュウちゃん
大黒市の管理するセキュリティプログラムが、「電脳メガネ」により視覚化された際にバレーボール大の球体に見えることから、子供たちの間でこの名称が定着している。複数機が宙を浮遊しながら市内を巡回し、後述する「サッチー」の探査範囲を拡げるほか、自らもビームを放ち、小規模なバグを初期化したり、データの破損を修復する。正面は〒マークを模したようなデザインになっている。
サッチー
正式名称「サーチマトン」。大黒市の空間管理室が導入した強力な違法電脳体駆除ソフト。郵政局が市に管理を委託しており、まだ大黒市以外では運用されていない。視覚化された姿は、赤く丸みを帯びた形で巨大（高さ2.5から3メートル）、顔は日本の郵政省のマスコットキャラクター（〠）に似ている。腹部（にあたる部分）に前述の「キュウちゃん」を4機収納することができる。大黒市内に複数機が配備されており、「ボクサッチー、ヨロシクネ」と音声を発しながら滑るように移動する。収納したキュウちゃんから駆除対象に向けてビームを放ち、命中した電脳物質のデータを初期化する。あまり高度な識別機能を持っておらず、わずかにバグを持っている電脳ペットや、メガシ屋で売っているような「ちょっとお茶目な電脳アイテム」も駆除対象と認識して攻撃する。そのため、大黒市の子供たちには恐れられている。自らを壁から壁へ「郵」の字の文様の陣を通し転送でき、距離を無視して駆除対象に近づくことができる。郵政局の管轄なので、管理外ドメインである、民家（ホームドメイン）や学校（文部局の管轄）、病院、公園の敷地内、神社などの鳥居のある敷地（文化局の管轄）には許可なく進入や認識ができないようになっている。子供たちはそれを利用し、大黒市に点在する神社を隠れみのとしている。標的を感知できる範囲は半径20メートル程度だが、キュウちゃんによって探査範囲を広げている。「ポチ」「タマ」「ミケ」「チビ」「コロ」の5機が登場する。
2.0（ニーテンゼロ）
サッチーよりも高レベルのフォーマットを実行できる違法電脳体駆除ソフト。メガマス及び電脳局の管轄。普段は稼動しておらず、メガマスの判断、もしくは行政側からの依頼があった時のみ出動する。視覚化された姿は黒いキューブ状で、サッチーよりも小型。出現時には「法」の字の文様の陣が形成される。特別な許可を受け、神社や民家へも進入することができる。性能はサッチーを大きく上回る。物理結界を持っており、ほとんどの攻撃を防ぐことができる。サッチーと同様に母機と子機がいるが、通常時には子機単体で行動する。緊急時には6機が合体したり、親機と合体して行動する。複数の子機が合体すると形状が変化することがあり、ビームの性能も変化する。

## 用語
大黒市（だいこくし）
ヤサコとイサコが引っ越してきた、石川県金沢市からそう遠くない日本海側のメガネで有名な地方都市。由緒ある神社仏閣が立ち並ぶ日本有数の古都であると同時に、電脳メガネ関連のインフラ整備が国内第2位の電脳都市でもある。日本で二例目の半官半民の特別行政区で、その行政は一説によるとメガマスの系列会社が担っている。そのため色々と変わった政策が多く、市内には普通の動物と一緒に電脳ペットがいるなど、現実と電脳が交錯する少し不思議な街。電脳に関する奇妙な事件が多発しており、オカルトじみたさまざまな都市伝説が流行している。
空間管理室
大黒市市役所内の一部署で市内の電脳空間を管理する。メガマスから出向しているヤサコの父やオバちゃんが勤務する。キュウちゃん、サッチー、2.0を管轄している。
大黒市の都市伝説
大黒市では電脳関係の奇妙な事件が頻発している。これは子供たちの間で都市伝説として伝わっている
駅向こう
ヤサコたちが住む地域から見て大黒駅の向こう側の地域の通称。田畑が点在するのどかな風景が広がっている。
大黒市立第三小学校
ヤサコやフミエ、ダイチなどが通う小学校。制服は体操着以外は制定されていない。
大黒市立第一小学校
タケルなどが通う駅向こうの学区の小学校。第三小とは異なり、制服が制定されている。
大黒市立大黒小学校
物語後半に第一小学校と第三小学校を統合して新設された小学校。校舎は大黒市の新駅ビルの最上階にある。
コイル電脳探偵局
メガばあが率いる探偵局。依頼を受けて電脳関係のトラブルを解決する。主な仕事は行方不明の電脳ペットの捜索。会員No.零はメガばあ、No.一はヤサコの父、No.弐はオバちゃん、No.五はハラケン、No.七はフミエ、そして新たに加わったヤサコはNo.八を与えられた。大黒黒客倶楽部とは対立関係にある。
大黒黒客倶楽部（だいこくヘイクークラブ）
ダイチが大黒市立第三小学校生物部の男子を中心に結成した"クールなクラブ"。略称は「黒客」、あるいは「大黒黒客」。閉鎖された第三小学校西校舎をアジトに、いつも電脳イタズラを企んでいる。電脳グッズは通販電脳駄菓子屋から買っているので、メガシ屋で買っているフミエたちのものとは少し違う。のちにイサコが策略によってダイチからリーダーの座を奪った。
元祖黒客
大黒黒客をイサコに奪われたダイチがデンパと共に旗揚げした。
大黒市立第三小学校・生物部
ハラケン（部長）、フミエ（副部長）、アイコ、ヤサコだけでなく、イサコを除く旧黒客のメンバーも所属している。顧問であるマイコ先生の言葉によれば、その実態は「ほとんど電脳生物部」であるらしい。
メガマス
電脳関連ビジネスに特化した世界最大規模の巨大企業。電脳メガネや電脳ペットなどの製品販売や自動運転を制御する電脳ナビシステムや電脳空間そのものの運用や維持管理などのサービスを手掛ける。本社は金沢市。ヤサコの父、オバちゃん、猫目が所属している。
コイルス
正式名称は「コイルコイルス」。最初の電脳メガネ会社でいくつもの挑戦的研究を行っていたが、約5年前に倒産。その技術と研究結果はメガマスに引き継がれた。
電脳メガネ
子どもたちの間で大流行しているヘッドマウントディスプレイを兼ねた眼鏡型のウェアラブルコンピュータで、普通の眼鏡のようにかけたままで日常生活を送ることができる。現代のパソコンと携帯電話を兼ねたような存在で、ほぼ全ての子供が持っている。作中ではしばしば「メガネ」と略して呼ばれる。
量子回路のある特殊な基盤パターンが過去例を見ないほど高性能なアンテナになることに気付いたコイルス社が開発・量産した。それによって微弱な電磁波でも高速通信ができるようになり、革命的な通信インフラが実現した。コイルス社の倒産後はその事業をメガマス社が引き継いでいる。
イサコのようなゴーグル状でレンズ一枚の透明な両眼一体型のものと、ヤサコのような視力補正のために通常の眼鏡が必要な人向けのレンズが左右二枚に分かれたセパレート型のものがある。なお、主要人物の大半は一体型を使っている。
小学生が普通に買ってもらえる程度の価格であり、それほど高価なものではない。壊れると修復ダウンロードにお年玉換算で2年分（49,720円）かかる。
メガネをかけることで現実世界の街並の上にデータ化されたバーチャルな電脳世界の街並が重なって映し出される拡張現実を体験することができる。「位置合わせ」技術が非常に発達していて、メガネを外さないと気付かないくらい正確であり、自然特徴点をトラッキングする技術が実現されているのでマーカーを必要としない。
インターネットに常時接続していて、メガネを装着してログインすることでさまざまな情報にアクセスしたり電脳物質を視認したりすることが可能となる。それによってネットワーク上の情報として存在する電脳ペットと遊んだり、電脳空間内の物質に作用する様々な電脳アイテムを使用したりできる。また子供たちの間では違法なソフトを使うことが流行っており、駄菓子屋で子供がお小遣いで買える程度の額で売られている。
電脳空間の操作は、現実空間に投影された電脳アイテム（パソコンのモニターやキーボードなど）を介した入力や指電話による電話機能やMR時計などのジェスチャーによるモーションコマンドおよび音声コマンドといった高度なMR技術で行う。
補助器具に手の位置情報や動きを検知するリストバンドがある。装着すると操作精度が上がるが、無くても支障はない。
電脳ナビ
電脳メガネは子供だけでなく大人も利用していて、その一番ポピュラーな使い方がこの電脳ナビという自動車の自動運転用のナビゲーションシステム。
電脳ポシェット
電脳メガネをかけた時に使用するヤサコたちが腰につけている収納ポシェット。その内部は底なしで、大小さまざまな電脳アイテムを詰め込むことが出来る。
ウィンドウ
電脳メガネをかけた状態で左の手の甲を右手で叩くと空中に出現するモニター画面のこと。
指電話
ジェスチャーを利用した電脳メガネの電話機能の使用方法。メガネをかけた状態で指を電話の受話機の形にして耳に当てると、電脳空間を介して電話がかけられる。
電脳物質
電脳メガネに投影されるARデータでメガネをかけることで初めて視認することができるもの全般の総称。「電脳ペット」や「電脳アイテム」などが含まれる。電脳メガネをかけるだけで、電脳物質の像を見ることができるようになり、発する音も聞けるようになる。データは共有されており、同じ場所にメガネをかけた人間が複数いれば、同じ映像を目にする。バグやプログラムも視覚化して認識される。投影されたキーボードを通してコンピュータを操作したり電脳アイテムや電脳ペットに触れたりすることもできるようになるが、肉体的な感覚はない。装着者の肉体も電脳物質として認識されるよう設定されており、例えば、メガネビームが命中すると肉体が欠損したように見える。電脳物質によって現実と仮想の境目が曖昧になり、「ミチコさん」や「あっちの世界」など、現実世界と電脳世界の境目が、認識レベルを超えて本当に曖昧になる。
電脳ペット
合法のペットマトン。電脳世界にしか存在しない電脳体だが、電脳メガネをかけることで普通の動物と同じように見ることができる。ただし触ることはできない。デジタルデータにも関わらず寿命がある。ヤサコのデンスケやフミエのオヤジ、イサコのモジョ、アキラのミゼットなどがこれに該当する。感情を模倣したプログラムで動作するのか、ニューラルネット等の人工意識なのかどうかは定かではなく制作陣も明言していない。
コイルスノード
コイルスが作ったCドメインに接続する力を持つ実験電脳体。
空間
作中では主に電脳空間を指す。AR技術によって世界全体にインフラ的に張り巡らされ、現実の世界にオーバーレイされている。電脳物質はこの電脳空間の中に存在していて、作品世界はこれを利用したユビキタス社会となっている。
電脳空間はもともと自動車の自動運転用に開発されたものをARにも転用した。交通機関や信号機などの完全自動制御にも利用され、電脳メガネを使用していない人々の日常生活にも大きく関わっている。街中には古いバージョンの区画が残っている。
電脳空間自体はメガマス社が提供しているが、郵政局や文化局など各省庁の管轄によってドメインが分けられている。大黒市の行政サービスとしては市役所の空間管理室が郵政局の管轄下で管理している。バグや空間のひずみは、キュウちゃんやサッチーが見つけ次第削除している。
古い空間
都市伝説では「イリーガルが隠れ住む呪われた空間」とも言われているが、その実体は街中に残されている最初に普及した古いバージョンの電脳空間。しかし、大黒市では何らかの原因でそれが徐々に拡散（増殖）している。またその不安定な空間からは電脳霧やノイズ、コンピュータウイルス(もしくはセルオートマトン)を具現化したような謎の黒い電脳生命体イリーガル、バグが結晶化した宝石のようなメタバグなどが発生する。
Cドメイン
正式名称は「コイルドメイン」。最初に電脳メガネを開発したコイルス社が使っていたドメイン。
「あっちの世界」
子供たちの都市伝説に出てくる存在で、キラバグやミチコさんはそこからやって来るという。それによると、電脳メガネをかけたまま眠ることで夢の中で「あっち」に行った子供がいるらしい。
その実態は電脳メガネを開発したコイルス社が開発したイマーゴを利用した電脳医療のための空間で、コイルスの倒産後に事業を引き継いだメガマスが、その過程で何かを隠蔽するために遺棄した。
現実の世界と重ねられる電脳空間と異なり、コイルドメインにしかリンクしていない隔離された仮想空間であるため、入るには人の意識を体から切り離して電脳体にして特別な手段を用いる必要がある。その時に「電脳コイル」現象を起こすことになる。
「通路」
「あっちの世界」へとつながる鍵穴状の入口。扉を開くには様々な要素が必要となる。
はざま交差点
都市伝説に登場する交差点。路上の一角に4つのマンホールが固まって配置されており、マンホールの蓋に「金沢市はざま」と刻印されている。マユミは、金沢市の古い空間でこのはざま交差点を見つけた。
中津交差点
葦原かんなが交通事故に遭った場所。
電脳霧（でんのうぎり）
電脳空間に発生する霧。単に「霧」とも呼ばれる。空間が不安定な場所に出る画像の損失で、主に古い空間に発生する。電脳空間が壊れて映像の表示が不完全な場合、白い無表示部分が発生し、その集まりがまるで霧のように見えるため、こう呼ばれている。大黒市では特に多く見受けられ、あちこちから立ち上っている。電脳ペットが霧に触れると体が壊れることがあり、消失の危険性もある。
電脳コイル
ある条件がそろうと電脳の体と現実の体が分離してしまう現象の名称。電脳体が分離すると現実の身体は意識を失い、メガネ越しには真っ黒な影として映って表面に「NO DATA」の文字が表示される。発生する正確な原因はわかっていないが、第23話における原川玉子によると、電脳メガネに搭載されている高性能アンテナが量子回路となっており、その回路の特殊なパターンが人間の意識までキャッチしてしまうことをコイルスの技師が発見した。技師はそれを仮にイマーゴと名付け、子供の精神医療に応用しようとしたという。意図しないバグではあったが同時に仕様として残ってしまっていた。
メガシ屋
メガばあの経営する電脳メガネの駄菓子屋、略して「メガシ屋」。一見普通の駄菓子屋だが、彼女が駄菓子の代わりに売っているのは子どもたちが大人の管理者の許可を得ない方法で仮想世界にアクセスして操作するための強力なメタタグやソフトウェアである。扱っているアイテムのほとんどは大黒市空間管理室の規則では違法であるため、持っているだけでキュウちゃんやサッチーに狙われる。
メタバグの買い取りも行っており、店での買い物に仮想通貨としても使われる（通貨単位は「メタ」で、1メタ=1円で取引されている）。
店舗はメガばあの自宅を改築したもので、裏手はそのまま新築された小此木家につながっている。仏間がメガばあの電脳工房を兼ねており、ここで作られたさまざまなメガばあ謹製のメタタグやアイテムには店頭に置かれるものもある。
電脳アイテム
電脳空間内で使用できる便利なアイテム。大黒市の子供たちは「メガシ屋」や通販電脳駄菓子屋で購入している。
メガネビーム
通称「メガビー」。メガシ屋の電脳アイテム。電脳メガネから電脳物質を壊すビームを発射できるようになる。サッチーやキュウちゃんを一時的に足止めする程度の力があり、子供たちが武器として使用する。
黒バグスプレー
メガシ屋の電脳アイテム。空間のバージョン違いなどで発生する画像データが欠損して黒い穴が開いたように見えるバグ（通称「黒バグ」）を人為的に発生させる。フミエはサッチーの注意をそらすための囮に応用している。
電脳釣りざお
メガシ屋の電脳アイテム。廃棄された空間へ迷い込んだデンスケを救出するためにフミエが使用した。釣り糸に「オヤジ」を付けて捜索させた。釣り糸を使って交信もできる。
レンガ壁（レンガかべ）
キュウちゃんやサッチーのビームから一時的に身を守る防御壁となる防御用電脳アイテム。耐久性は低い。
鉄壁（てつかべ）
レンガ壁よりも耐久性が高い防護壁。しかし、キュウちゃんの攻撃を受けると現実の鉄と同様に赤熱して融解する。
直進くん・追跡くん
大黒黒客が電脳戦で使った攻撃型電脳アイテム。電脳ミサイルポッドの一種。「直進くん」はその名のとおり標的に向かって直進し、「追跡くん」はホーミングタイプで、障害物を回避しながら標的を狙うことが可能である。
カンシャク
大黒黒客が使用した電脳アイテム。かんしゃく玉のような形で、標的に投げつけると小さな爆発を起こす。原料は爆発性のメタバグ。
ショートカット
ダイチが空間の設定ミスを利用して電脳物質を転送できるように改造したアイテム。離れた電脳空間同士をつないで電脳物質のやり取りや監視ができる。見た目は、空間に出現する光る丸い穴。よほど便利なアイテムであるのか、イサコやフミエも利用した。
電脳青信号
メガシ屋の電脳アイテム。信号機に貼ると灯火を強制的に青信号へ変える。自動車の挙動を制御する「電脳ナビ」システムにも影響するため、赤信号に変えられた側の自動車は自動で停車する。
ダウンロード促進剤
メガシ屋の電脳アイテム。修復ダウンロードを促進させる。デンスケのデータ修復の際に使用された。
電脳虫下し
メガシ屋の電脳アイテム。電脳ペットに不正にダウンロードされたデータや侵入したイリーガルなどを、どちらのデータも壊さずに分離するためのワクチンソフト。
メタバグ
宝石の原石のような謎の電脳物質。空間の歪みに現れやすく、空間のバグが固まったものと考えられている。大黒市でしか採取できないため、非公式ながら市の特産品となっている。
ほとんどは役に立たないバグだが、ごくまれに音や映像などの情報が含まれている役に立つ機能を持ったものもあるため、時々高い値がつくことがある。そのため、子どもの間でだけ電脳アイテムを取引する際の仮想通貨としても利用されている。ネット上の非合法ショップでの通貨単位は「メタ」（1メタ=1円）。なお爆発性のメタバグは買い取り対象外。「サッチー」が片っ端から消去しているため希少価値が上がっている。
キラバグが「死んで」できたものと言われる。そのままでは利用することができず、複数のメタバグを精製して「メタタグ」にしなければ役に立たない。この工程を完全に行えるのは登場人物ではメガばあだけである。
キラバグ
高値で取引されているらしい特殊なメタバグの一種で、通常のものの30倍の値がつくとも言われる。都市伝説のひとつであり、実際に目にした者は少ない。
メタタグ
コイル電脳探偵局側の基本ツール。電脳空間や電脳ペットに作用する様々なプログラムを仕込んだ電脳お札で、メタバグを原料として作られる電脳アイテムの一種。お札を模しており、札ごとに図柄や効果が違う。対象に貼り付けたり、投げつけたりして使用する。他の電脳アイテムは通販でも扱っているが、メタタグはこの界隈ではメガばあにしか作れないので、メガシ屋だけでしか販売されていない。
表面には暗号式のような文様が描かれていて、暗号式と互換性がある。実際に暗号式を使っているイサコはこれを「古流」と呼んでいる。

コイルタグ
電脳コイル現象によって現実の体と電脳の体が離れた際に、それを元に戻すメタタグ。現実の体と電脳体が3メートル以内にいないと使えない。メガネビームや電脳虫下し等のメタタグとは違い、黒い色をしている。原料のメタバグはもうないらしく、メガばあも1枚しか持っていない。
イリーガル
謎の黒い電脳生物。都市伝説では電脳空間のオバケのようにとらえられていた。実際はペットマトンに感染する新種のコンピュータウイルスで、巨大化した黒い違法電脳体。大黒市内の電脳空間にもしばしば現れるが、その存在は公にはされていない。古い空間や電脳生物の体内でしか生きられない。電脳ペットの成れの果てという解釈もとれる描写が作中の最後に現れる。情報幾何の中に生まれる自己組織化散逸構造。
ミチコさん
ヤサコたちの都市伝説の中でも特に畏敬の念を持たれている電脳世界の妖怪。「あっち」と呼ばれる謎の電脳空間に棲んでおり、「呼び出して契約すると何でも願いごとをかなえてくれる」「呼び出した子供は『あっち』に連れて行かれる」など、地域によって様々な噂がある。
ヌル
最古のイリーガルといわれている謎の電脳生命体。ヌルキャリアが野生化したものであるとオバちゃんは推測している。「あっち」には無数に存在する。「通路」が暴走するとそれを通って「あっち」から大量に出現する。ヌルが触れた者の電脳体は電脳コイル現象を起こし、ヌルが「あっち」へ連れて行ってしまう。古い空間の暴走と共に人間を襲うようになった。
ヌルキャリア
正式名称「ヌル・キャリアー」。もともとコイルス社が「古い空間」を調査・探査する目的で作成し使用していたが、人間の意識を古い空間に送ることが出来るため、古い空間への乗り物として利用するようになった。しかし、コイルス社倒産後もそのままにされたために野生化した。
イマーゴ
都市伝説にある電脳メガネの隠し機能のひとつ。思考を電脳空間に反映させ、キーボードや指を使わずに頭で考えただけで電脳メガネを操作することができる。あくまで噂にすぎなかったが、イサコはこの隠し機能を実際に使えた。
電脳医療
イマーゴ機能が人間の意識を送受信できることを応用し、意識を医療用に設置した電脳空間に導いたり、逆にイマーゴを通じて意識を操作したりして、患者の「心」を治療する医療行為。イマーゴ機能は電脳コイル現象の要因ともなる。
電脳鍵
イサコがキラバグ集めに使用していた鍵状の謎の電脳アイテム。
暗号屋
「電脳空間の魔法使い」といわれるハッカーのこと。都市伝説では犯罪スレスレの非合法なことも行う連中と噂されている。イサコも暗号屋の1人。
暗号式
暗号屋が使う電脳空間を操るプログラムのひとつ。作中ではしばしば「暗号」と呼ばれる。電脳チョークで地面や壁に幾何学模様（暗号式）を書くことで、電脳空間や電脳物質に対して干渉することができる。特定の空間を管理外ドメインに偽装することも可能で、サッチーやキュウちゃんから隠れることも出来る。用途によって強度が違うが、壊れた場合には制御不能の状態になることもある。
大黒市ではイサコが描いた暗号式の痕跡がさまざまな場所に残されていて、暗号式の意味を知らない子供たちから都市伝説として扱われていた。
暗号炉
イマーゴの力を持つものが使える、イマーゴと直結し思考から直接暗号を取り出すことができる構造体。人間の電脳体に埋め込んで使用する。暗号を暗号炉に吸収することで、その能力を連続して使うことができるようになるが、肉体や神経を傷つけるなどの危険な副作用もある。
ココイル
作中の子供たちの間で人気のテレビアニメ『それいけ!! 惑星ココイル』の登場キャラクター。ヤサコの部屋はココイルの人形、ポスター、時計、クッションなどで埋め尽くされている。オバちゃんの鞄にもストラップがついている。

## スタッフ
- 原作・監督 - 磯光雄
- 監督補 - 安川勝、高橋知也
- 脚本 - 荒木洋一、磯光雄、深野正明、松澤洋介、三上幸四郎、宮村優子
- アニメーションキャラクターデザイン - 本田雄
- 総作画監督（作画チーフ）[注 46] - 本田雄（第1話 - 第11話）、井上俊之（全話）、板津匡覧（第18話 - 第26話）
- 作画監督 - 青山浩行、新井浩一、板津匡覧、伊東伸高、井上鋭、井上俊之、尾崎和孝、押山清高、秦綾子、本田雄、本間晃、向田隆、森川聡子（本間嘉一名義）、吉川真一
- 絵コンテ・演出 - 青柳宏宜、池添隆博、磯光雄、岩崎太郎、大塚雅彦、木村延景、笹木信作、笹嶋啓一、高橋知也、鶴岡耕次郎、野上和男、野村和也、平松禎史[注 47]、福田道生、増井壮一、松林唯人、村田和也、安川勝、横山彰利
- 美術監督 - 合六弘（小倉工房）
- 色彩設計 - 中内照美
- 撮影監督 - 大庭直之（レアトリック / 第1話 - 第15話）、泉津井陽一（第16話 - 第26話）
- CGワークス - 荒木宏文
- 編集 - 定松剛（キュー・テック）
- 音楽 - 斉藤恒芳
- 音響監督 - 百瀬慶一
- 音響効果 - 高野寿夫、佐藤秀国
- 音響制作 - Mediarte
- 協力プロデューサー
  - 牧田謙吾、濱田啓路、岩瀬智彦、石田潤一郎、落合美香子（徳間書店）
  - 国崎久徳、松家雄一郎、清水博之（バンダイビジュアル）
  - 塩浦雅一、斉藤健治（NHKエンタープライズ）
- アニメーションプロデューサー - 丸山正雄、吉本聡（マッドハウス）
- プロデューサー - 三ツ木早苗（徳間書店）、渡辺繁（バンダイビジュアル）、松本寿子（NHKエンタープライズ）
- アニメーション制作 - マッドハウス
- 製作 - 電脳コイル製作委員会（徳間書店、バンダイビジュアル、NHKエンタープライズ）

## 主題歌

### オープニングテーマ
「プリズム」
作詞・作曲・歌 - 池田綾子（ソニー・ミュージックレコーズ） / 編曲 - TATOO

### エンディングテーマ
「空の欠片（そらのかけら）」
作詞・作曲・歌 - 池田綾子（ソニー・ミュージックレコーズ） / 編曲 - TATOO
歌詞については、オープニングでは表示されるが、エンディングでは表示されない。但し字幕放送では歌詞が表示される。
両曲とも、テレビ版（TV EDIT）は「電脳コイル サントラ音楽集（徳間ジャパンコミュニケーションズ、TKCA-73185）」に収録されている。主題歌シングル（ソニー・ミュージックレコーズ、通常盤：SRCL-6629、初回生産限定盤：SRCL-6626〜7）に収録されているロングバージョンは、両曲とも2 - 3番が付加されているだけでなく、1番の歌詞や編曲もテレビ版とはアレンジが少々異なっている。最終回（第26話）では、そのロングバージョンの「空の欠片」が使用されたが、ボーカルトラックは1番のみでカットされ、そこからラストシーンまでは、同じく主題歌シングルに収録されている伴奏のみの「backtracks」という演出だった。

## テレビ放送
NHK教育テレビジョンで2007年5月12日から12月1日まで、毎週土曜日18時30分〜19時00分に放送された。
2022年1月から2月にかけてBSフジにて全話放送が行われた。

### 各話リスト
| 話数 | サブタイトル             | 脚本                     | 絵コンテ          | 演出              | 作画監督                 | 放送日         |
| ---- | ------------------------ | ------------------------ | ----------------- | ----------------- | ------------------------ | -------------- |
| 1    | メガネの子供たち         | 磯光雄                   | 磯光雄            | 安川勝            | 本田雄                   | 2007年 5月12日 |
| 2    | コイル電脳探偵局         | 磯光雄                   | 村田和也          | 安川勝            | 本田雄                   | 5月19日        |
| 3    | 優子と勇子               | 磯光雄                   | 横山彰利          | 横山彰利          | 伊東伸高                 | 5月26日        |
| 4    | 大黒市黒客クラブ         | 磯光雄                   | 笹木信作          | 安川勝            | 板津匡覧                 | 6月2日         |
| 5    | メタバグ争奪バスツアー   | 磯光雄                   | 横山彰利          | 池添隆博          | 押山清高                 | 6月9日         |
| 6    | 赤いオートマトン         | 磯光雄                   | 大塚雅彦 松林唯人 | 木村延景          | 秦綾子                   | 6月16日        |
| 7    | 出動!! コイル探偵局      | 磯光雄 宮村優子          | 笹木信作          | 野上和男          | 尾崎和孝                 | 6月23日        |
| 8    | 夏祭り、そして果たし合い | 磯光雄                   | 増井壮一          | 岩崎太郎          | 新井浩一                 | 6月30日        |
| 9    | あっちのミチコさん       | 磯光雄                   | 笹木信作          | 野上和男          | 井上鋭                   | 7月7日         |
| 10   | カンナの日記             | 磯光雄                   | 平松禎史          | 平松禎史          | 向田隆                   | 7月14日        |
| 11   | 沈没! 大黒市             | 磯光雄                   | 横山彰利          | 野上和男 高橋知也 | 井上俊之                 | 7月21日        |
| 12   | ダイチ、発毛ス           | 磯光雄                   | 磯光雄            | 木村延景          | 秦綾子                   | 7月28日        |
| 13   | 最後の首長竜             | 磯光雄                   | 村田和也          | 野村和也          | 押山清高                 | 8月4日         |
| 14   | いきものの記録           | 磯光雄                   | 安川勝            | 高橋知也          | 井上俊之                 | 9月1日         |
| 15   | 駅向こうの少年           | 磯光雄 荒木洋一 松澤洋介 | 野村和也          | 安川勝            | 板津匡覧                 | 9月8日         |
| 16   | イサコの病室             | 磯光雄 松澤洋介 深野正明 | 池添隆博          | 青柳宏宜          | 井上俊之 吉川真一        | 9月15日        |
| 17   | 最後の夏休み             | 磯光雄 荒木洋一          | 福田道生 磯光雄   | 野村和也          | 井上俊之                 | 9月22日        |
| 18   | 異界への扉               | 磯光雄 荒木洋一          | 笹木信作          | 野上和男          | 秦綾子                   | 9月29日        |
| 19   | 黒い訪問者               | 磯光雄 松澤洋介          | 鶴岡耕次郎 磯光雄 | 木村延景          | 本間晃 押山清高 秦綾子   | 10月6日        |
| 20   | カンナとヤサコ           | 磯光雄 松澤洋介          | 笹木信作          | 野上和男 安川勝   | 板津匡覧                 | 10月13日       |
| 21   | 黒いオートマトン         | 磯光雄 荒木洋一          | 笹嶋啓一 野村和也 | 笹嶋啓一          | 井上俊之 吉川真一        | 10月20日       |
| 22   | 最後のコイル             | 磯光雄 三上幸四郎        | 村田和也 野村和也 | 木村延景          | 押山清高                 | 10月27日       |
| 23   | かなえられた願い         | 磯光雄 三上幸四郎        | 野村和也          | 青柳宏宜          | 本間嘉一 秦綾子 青山浩行 | 11月10日       |
| 24   | メガネを捨てる子供たち   | 磯光雄 松澤洋介          | 高橋知也          | 高橋知也          | 本間晃 押山清高          | 11月17日       |
| 25   | 金沢市はざま交差点       | 磯光雄 松澤洋介          | 野村和也          | 野村和也          | 板津匡覧                 | 11月24日       |
| 26   | ヤサコとイサコ           | 磯光雄                   | 磯光雄            | 安川勝 木村延景   | 井上俊之                 | 12月1日        |

### 特集番組
『まだ間に合う! 電脳コイル』
2007年5月18日 19時18分 - 19時43分 (JST)
第1話の再放送。
『電脳コイル アンコール』
2007年6月16日 15時 - 17時
第1話から第5話までの一挙再放送。
『電脳コイル自由研究』
2007年8月25日 18時30分 - 18時55分 NHKエンタープライズ制作
第13話までを振り返り、キャラクターや作中用語などを解説。イサコ役声優である桑島法子とフミエ役声優である小島幸子の2人が司会を務めた。
『電脳コイル総復習』
2007年11月3日 18時30分 - 18時55分 NHKエンタープライズ制作
第1話から第22話までをダイジェストで振り返る総集編。オープニングアニメーション（前半部分のみ放送）はノンクレジットおよび歌詞表示なしだった。
『電脳コイル スペシャル』
2008年1月1日 17時00分 - 18時30分 NHKエンタープライズ制作
全話を90分のダイジェストで振り返る総集編。

### 画質・画面サイズ
地上デジタルテレビジョン放送
通常は、1125i、16:9ワイド映像のHD放送（高精細度テレビジョン放送）で放送されている。
ただし、2007年6月に放送された1話から5話までの再放送番組「電脳コイル アンコール」ではサブチャンネルであるNHK教育3で別番組が放送されていたため、525i、16:9ワイド放送のSD放送（標準精細度テレビジョン放送）で放送された。
地上アナログテレビジョン放送
アナログ放送では上下に細い黒帯を挿入して、ビスタサイズ（規格上ワイド映像）放送しているが、地上デジタルテレビジョン放送で視聴する場合に比べて、わずかではあるが左右が切れる。
BS
2022年のBSフジでの放送の際、1月22日分の放送でアスペクト比（画角比）変換の不具合があり、放送スケジュールが変更された。
DVD
アナログ放送と比較し、わずかではあるが上下が切れている。

## 関連商品

### 映像作品

#### DVD
| 発売日         | タイトル         | 規格品番  | 仕様         | 備考        |
| -------------- | ---------------- | --------- | ------------ | ----------- |
| 2007年9月25日  | 電脳コイル 第1巻 | BCBA-3028 | 初回限定生産 | 第1話-2話   |
| 2007年9月25日  | 電脳コイル 第1巻 | BCBA-3037 | 通常版       | 第1話-2話   |
| 2007年10月26日 | 電脳コイル 第2巻 | BCBA-3029 | 初回限定生産 | 第3話-5話   |
| 2007年10月26日 | 電脳コイル 第2巻 | BCBA-3038 | 通常版       | 第3話-5話   |
| 2007年11月23日 | 電脳コイル 第3巻 | BCBA-3030 | 初回限定生産 | 第6話-8話   |
| 2007年11月23日 | 電脳コイル 第3巻 | BCBA-3039 | 通常版       | 第6話-8話   |
| 2007年12月21日 | 電脳コイル 第4巻 | BCBA-3031 | 初回限定生産 | 第9話-11話  |
| 2007年12月21日 | 電脳コイル 第4巻 | BCBA-3040 | 通常版       | 第9話-11話  |
| 2008年1月25日  | 電脳コイル 第5巻 | BCBA-3032 | 初回限定生産 | 第12話-14話 |
| 2008年1月25日  | 電脳コイル 第5巻 | BCBA-3041 | 通常版       | 第12話-14話 |
| 2008年2月22日  | 電脳コイル 第6巻 | BCBA-3033 | 初回限定生産 | 第15話-17話 |
| 2008年2月22日  | 電脳コイル 第6巻 | BCBA-3042 | 通常版       | 第15話-17話 |
| 2008年3月25日  | 電脳コイル 第7巻 | BCBA-3034 | 初回限定生産 | 第18話-20話 |
| 2008年3月25日  | 電脳コイル 第7巻 | BCBA-3043 | 通常版       | 第18話-20話 |
| 2008年4月25日  | 電脳コイル 第8巻 | BCBA-3035 | 初回限定生産 | 第21話-23話 |
| 2008年4月25日  | 電脳コイル 第8巻 | BCBA-3044 | 通常版       | 第21話-23話 |
| 2008年5月23日  | 電脳コイル 第9巻 | BCBA-3036 | 初回限定生産 | 第24話-26話 |
| 2008年5月23日  | 電脳コイル 第9巻 | BCBA-3045 | 通常版       | 第24話-26話 |

#### UMD
| 発売日        | タイトル         | 規格品番  | 備考 |
| ------------- | ---------------- | --------- | ---- |
| 2010年3月26日 | 電脳コイル 第1巻 | BCUA-0240 |      |
| 2010年3月26日 | 電脳コイル 第2巻 | BCUA-0241 |      |
| 2010年3月26日 | 電脳コイル 第3巻 | BCUA-0242 |      |
| 2010年3月26日 | 電脳コイル 第4巻 | BCUA-0243 |      |
| 2010年3月26日 | 電脳コイル 第5巻 | BCUA-0244 |      |
| 2010年3月26日 | 電脳コイル 第6巻 | BCUA-0245 |      |
| 2010年3月26日 | 電脳コイル 第7巻 | BCUA-0246 |      |

#### Blu-ray
| 発売日         | タイトル                    | 規格品番  | 備考    |
| -------------- | --------------------------- | --------- | ------- |
| 2011年11月25日 | 電脳コイル Blu-ray Disc Box | BCXA-0377 | 5枚組。 |

#### 音楽作品

##### CD
- 斉藤恒芳『電脳コイル サントラ音楽集』（徳間ジャパンコミュニケーションズ、2007年5月23日発売）
- 池田綾子「プリズム/空の欠片」（ソニー・ミュージックレコーズ2007年8月29日発売）

### 書籍

#### 設定集
- 『電脳コイル キャラクターブック』小学館、ISBN 978-4-0928-0061-8
- 『電脳コイル アクセスガイドBOOK』徳間書店、ISBN 978-4-1972-0251-5
- 『ロマンアルバム 電脳コイル』徳間書店、ISBN 978-4-1972-0253-9
- 『電脳コイル ビジュアルコレクション』徳間書店、ISBN 978-4-1972-0256-0
- 『電脳コイル 企画書』徳間書店、ISBN 978-4-1986-2613-6
- 『電脳コイル アーカイブス』アニメスタイル編集部 (編集)、発売日 : 2018年9月5日、ISBN 978-4-9029-4824-0

##### 絵コンテ集
- DVD初回限定版（全9巻）の各巻に絵コンテ集が付属している。
  - バンダイビジュアル、BCBA-3028〜3036

## 小説
小説『電脳コイル』は、アニメ版の脚本も担当した宮村優子が磯光雄の原作をもとに小説化した書き下ろし作品。宮村にとっては初の長編小説となる。第1巻はアニメ版の放送に先行して発売された。カバーイラストは本田雄、井上俊之、板津匡覧、押山清高、古川英樹が担当した。ストーリーはアニメ版通りの展開ではなく、小説オリジナルになっている。設定やキャラクターについてもアニメ版とは異なる独自のもので、アニメでは使われなかった企画段階での設定なども使用されている。
宮村は当初、アニメの視聴者層である小学生を想定していたが、書いている内にあまり年齢を意識しなくなった。そして最終的に児童向けと言うことを意識しつつも読者の心の中の少年少女へ向けて書くことにした。アニメとの最大の違いは電脳メガネの年齢制限の設定である。宮村は原案をどう料理するかと考えたとき、少年少女が自分の足で歩き出すまでの成長の物語を書きたいと思った。そのための通過儀礼としてメガネを設定しようと考え、それを使えなくなるまでの1年間の子供たちの話にすることに決めた。
- 第1巻 2007年4月19日発売 ISBN 978-4-19-850743-5
- 第2巻 2007年7月20日発売 ISBN 978-4-19-850752-7
- 第3巻 2007年10月18日発売 ISBN 978-4-19-850760-2
- 第4巻 2008年1月24日発売 ISBN 978-4-19-850768-8
- 第5巻 2008年4月15日発売 ISBN 978-4-19-850780-0
- 第6巻 2008年7月18日発売 ISBN 978-4-19-850793-0
- 第7巻 2008年12月2日発売 ISBN 978-4-19-850805-0
- 第8巻 2009年5月2日発売 ISBN 978-4-19-850822-7
- 第9巻 2009年9月18日発売 ISBN 978-4-19-850835-7
- 第10巻 2009年12月23日発売 ISBN 978-4-19-850849-4
- 第11巻 2010年4月1日発売 ISBN 978-4-19-850857-9
- 第12巻 2010年8月2日発売 ISBN 978-4-19-850864-7
- 第13巻 2010年11月20日発売 ISBN 978-4-19-850874-6

※上記の発売日は公式サイトの発表に準じる。実際の発売日は地域によって多少異なる。

### 登場人物（小説）
ヤサコ
西陽海市から転校してきている。ヤサコというあだ名はアニメ版とは異なりフミエに名付けられている。電脳力をつけようと努力しており、その目的はどこかに行ってしまったタラちゃん（後述）を助けるため。タラちゃんが家族ごと姿を消したことで自分を責めている。
イサコ
大黒市に隣接した弁天市から転校してきている。「ドライジンジャー」という粒状の物を、首にかけた銀色のピルケースに入れている。母親と離れて生活している点はアニメ版と同じだが、叔父夫婦とは別に主治医が身元引受人となっている。
フミエ
携帯用扇風機を持ち歩いている（アニメ版でも初期設定には存在していた）。メガビー程度のメタタグならフミエも作れる。ヤサコの無断行動を「裏切り」と叱りつける場面もある。父親の職業はタクシーの運転手。
メガばあ
ヤサコの母方の祖母である（アニメ版では父方の祖母）。小説版の設定上、電脳メガネは13歳の誕生日までしか使えないが、メガばあは自作の「電脳メガネもどき」を着用し、電脳物質をバイナリ情報で見ることができる。
タマコ（オバちゃん）
コイル電脳探偵局の会員番号は四（アニメ版では弐）。小説版の設定上、電脳メガネを使用できる年齢ではないが、違法空間の摘発用に開発された特別仕様の「管理メガネ」を持っている。勤労学生である点はアニメ版と同じだが、小説版では19歳でウェブカレッジの受講生である。今も試作品型メガネを持っていて、残る試作品型メガネの回収を自らの使命としている。
ノブヒコ
本名「梶　信彦」小説版では存命しており、メガマス社で仮想空間の整備、開発をしている会社員。19歳。苗字は違えどイサコの実兄で、彼女をウラで操っていた「声」の正体。いまだ解明されていない「あっちの世界」の中にあるコイル・ドメインへのアクセスを試みているが、電脳メガネを使えないため妹であるイサコにメガネのノウハウを教え、ドメインに潜入させようとしている。普段は優しいが物事、人に対して執着があり、目的のためなら手段を選ばず、唯一の家族であるイサコの命も顧みない冷たい人物。試作品メガネを体験した4人のうちの一人。
猫目
電脳メガネの年齢が過ぎた現在でも能力が使える能力型のメガネ流民。アニメ版とは違いイサコとは接点がなく、代わりにタマコとともに7年前の事故の真相を究明する。現在はメガネ狩りに遭わないようにムジカとともに住む場所を転々としている。父親はタマコらに試験型メガネを与えたコイルス社当時の部長。
ハラケン
ダイチとは昔からの知り合い。イサコには当初から関心を示している。
ダイチ
本名は「沢口大地」（アニメ版では「沢口ダイチ」）。
ナメッチ
料理が得意で合宿では活躍する。物語が進むにつれ、しっかりした面を見せるようになる。
ガチャギリ
転校した経験があり、転校生としての苦労を知っている。口数は少ないが、鋭く油断のならない一面を持つ。
デンパ
基本的には嘘をつかない性格だが、先に約束した秘密を守るためには嘘をつく場合もある。
アキラ
物語が進むにつれ、ガチャギリを兄のように慕うようになる。
京子
小説版の設定上、5歳の京子ではメガネの使用を許される年齢ではないため、着用しているのは素通しのただのガラスである。しかし、電脳メガネ着用者と同じように電脳物質を扱うことができる。
幸乃
アニメ版におけるアイコであるが、名前が異なっている。あだ名は「ゆきりん」。小説版ではヤサコが大黒市に来たときに見つけた電脳ペット「ヘップバーン」の飼い主であり、その捜索をフミエに依頼した。
ヤサコの父
小説版では室長の部下の技術長である。技術的なことがわからない室長と比較して、高い技術力を持っていながら空間管理室のムードメーカーであるところがタマコから好感を持たれている。タマコの規則違反に対しても理解を示す。
マイコ先生
カンナが事故に遭った年にはカンナとハラケンの担任だった。メガネを使用していた弟がいた。
カンナ
コイル電脳探偵局の会員番号は六（アニメ版では言及されていない）。事故の原因は電脳能力が未熟だったイサコに引き起こされたものだった。
タラちゃん
本名「田村未来」（タムラ ミキ）。小説版にのみ登場する。ヤサコの前の学校での友だち。
イイジマさん
本名「飯島聡子」（イイジマ　サトコ）小説版にのみ登場する。ヤサコとは別のクラスでクラス委員をしている小学6年生。電脳メガネに依存している子供たちを快く思っておらず、彼らにメガネのない世界は無力だと証明しようとイサコを巻き込み壮大な計画を実行させる。
ムジカ
小説版にのみ登場する。タマコが東陽山で出会った無口な少年。16歳。依存型のメガネ流民だが、依然は「メガネを狩る」側の人間だったが猫目と意気投合し、以後は彼と行動を共にしている。名前は本名ではなく猫目から付けられたあだ名。意味はイタリア語で「音楽」。
由史　（ヨシフミ）
小説版にのみ登場する。試作品メガネを体験した4人のうちの一人。本編では名前のみで一切登場しない。
マリリンマリーン
小説版にのみ登場する。毎週日曜朝10時より放送の大人気バラエティ番組『おねがい! マリリンマリーン!!』の登場人物。

### 用語（小説）
電脳メガネ
有効期間が6年（7歳から13歳の誕生日まで）とされ、期限が切れると使えなくなる。年齢制限により老人のメガばあや5歳の京子は使用できないことになっている。期間中に完全に壊れた場合はそれで終わりとなる。電脳メガネの最初の試作型（マイナスモデル）には欠陥があり、その被験者4人の内で「戻ってきた」のはタマコ1人だけだった。物語が進むにつれ、その後に発売されたモデルでも事件があったことが明らかになる。
電脳ペット
合法の存在だが、本来は屋外では飼えない。屋外で飼うとサッチーに狙われる。
西陽海（いるひめ）市
引っ越してくる前にヤサコが住んでいた町。大黒市から北に電車で数時間かかる海沿いにある町。
弁天市
引っ越してくる前にイサコが住んでいた町。大黒市の西側の隣であり、その市境付近にバスの墓場がある。
大黒小学校電脳生物部
アニメ版では「ほとんど電脳生物部」だが、小説版では明確に電脳生物部。また、アニメ版とは各小学校の名称が異なる。
電脳オフダ
アニメ版でのメタタグに相当する（小説版でも時々メタタグと表記される）。
暗号つかい
アニメ版での暗号屋に相当する。
はざま交差点
大黒市の町外れにある（アニメ版では金沢市）。カンナが亡くなった場所であり、イサコがヘップバーンを囮にイリーガルを誘き出す罠を仕掛けた場所でもある。

## 漫画
電脳コイル THE COMICS（でんのうコイル ザ コミックス）のタイトルで久世みずきが漫画化した。最初に小学館の漫画雑誌『ちゃお』2007年8月号の別冊付録という形で発表された後、続編が加筆されたものがちゃおコミックスで単行本化されて2007年10月31日に発売された（ISBN 978-4-09-131265-5）。
漫画を担当した久世みずきは資料集と企画書を見せられた後、監督の磯光雄に伸び伸び描いてよいという許可を得たため、内容はアニメ版を基本にしているものの、ダイチやヤサコの恋愛描写がより強調されるなど、久世のオリジナルとなっている。メインストーリーも読者層に合わせてシンプルに謎の存在の「ミチコさん」を仲間たちで探す話になっており、設定についても大きく削られている。その一方でアニメでは使用されなかった初期設定の一部が採用されている。

## ブラウザゲーム
電脳コイル 放課後探偵局
2012年1月25日にゲームチューでサービスを提供した株式会社ゲームオンによるPC用ブラウザゲーム。2013年7月12日をもってサービスを終了した。

## モバイルアプリ
電脳コイル(iPhoneアプリ)
アニメ本編の各ストリーミングパックに加えて、自分の声でキャラクターのセリフを録音できる「アニレコ」、特典待ち受け画像を収録したアプリ。
pin@clip-ピナクリ(iPhoneアプリ)
電脳コイルとコラボした「渋谷メタバグ探検ツアー」が2009年12月26日から2010年1月24日まで実施された。「メタバグpin」を集めるためにアプリ起動させて街を歩くAR機能を使ったイベント。

## ブログパーツ
- デンスケをモチーフにしたブログパーツが、サントリー「C.C.レモン」のページで2007年12月20日まで提供されていた。

## 携帯サイト
携帯公式サイト「電脳コイルモバイル」が、株式会社アールアールジェイより配信されている。アクセス方法は以下のとおり。
- i-mode - iMenu⇒メニューリスト⇒待受画面/iアプリ待受⇒アニメーション / マンガ⇒電脳コイルモバイル
- EZweb - EZトップメニュー⇒カテゴリで探す⇒待受・画像・キャラクター⇒アニメ・コミック⇒電脳コイルモバイル
- Yahoo! ケータイ - Yahoo! ケータイ⇒メニューリスト⇒壁紙・待受⇒アニメ・マンガ⇒電脳コイルモバイル